# Daniel Whelan
Daniel Whelan (Enniskerry, 10 febbraio 1999) è un giocatore di football americano irlandese che milita nel ruolo di punter per i Green Bay Packers della National Football League (NFL).

## New Orleans Saints
Dopo non essere stato scelto nel Draft NFL 2022, Whelan firmò con i New Orleans Saints. Fu svincolato il 26 luglio 2022.

## DC Defenders
Whelan fu scelto dai DC Defenders della XFL nel Draft del 2023. Riuscì a entrare in squadra e disputò tutte le 10 partite della stagione, raggiungendo la finale di campionato e venendo inserito nella formazione ideale della lega dopo avere tenuto a una media di 45,9 yard su 29 punt calciati.

## Green Bay Packers
Il 17 maggio 2023 Whelan firmò con i Green Bay Packers dopo la conclusione della stagione della XFL, superando il veterano Pat O'Donnell per il ruolo di punter titolare. Debuttò nella NFL il 10 settembre 2023 contro i Chicago Bears, calciando 5 punt per 249 yard e diventando il primo giocatore nato in Irlanda nella lega dal ritiro di Neil O'Donoghue nel 1985. In quella stagione disputò tutte le 17 partite, con una media di 46,2 yard per punt.

## Palmarès
- Formazione ideale della XFL: 1

2023